# François Vincent Raspail
François-Vincent Raspail ( * 25 de enero de 1794 - 7 de enero de 1878) fue un químico, fisiólogo, médico, naturalista y político socialista francés.

## Biografía

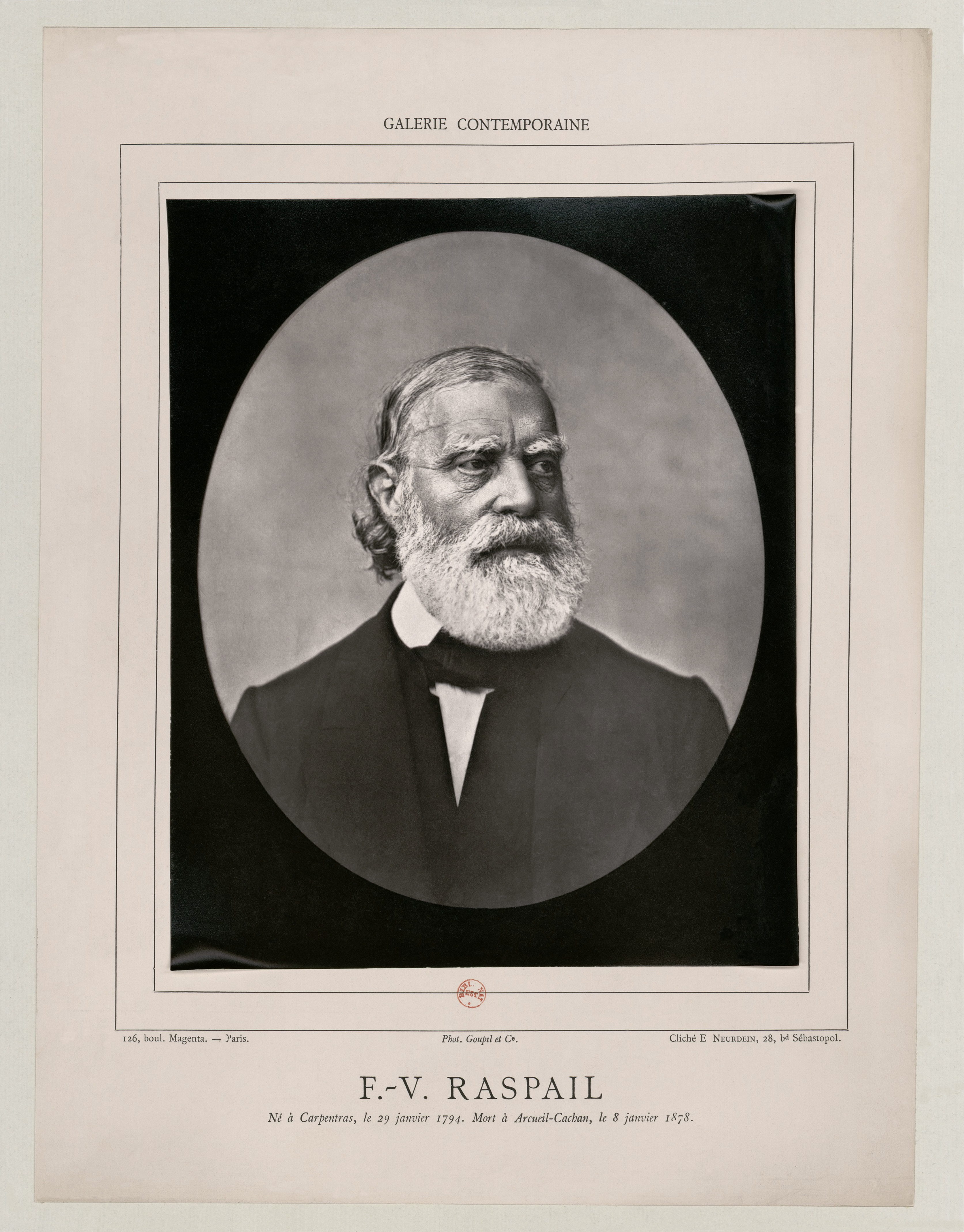
François-Vincent Raspail

### Juventud
Raspail nace en Carpentras, en el departamento de Vaucluse. Su padre, ferviente católico, le manda estudiar desde muy joven en el seminario de Aviñón para destinarle a una carrera eclesiástica. Expulsado por indisciplina, es admitido en el instituto de la ciudad. En 1816, se traslada a París para cursar estudios de derecho. Durante la Restauración Borbónica, es profesor en los institutos parisinos Saint-Stanislas y Sainte-Barbe, pero será expulsado de la enseñanza pública por haber redactado panfletos republicanos. En 1821, su escrito incendiario Les Missionnaires en opposition avec les bonnes mœurs (Los misionarios en oposición con las buenas costumbres) causa escándalo.
Al año siguiente, se matricula en la facultad de medicina donde pronto redacta destacados artículos sobre los tejidos animales y vegetales. Ingresa en la Sociedad  republicana Carbonari, una sociedad secreta cuyo principal objetivo era derrocar la monarquía, lo que le valdrá ser detenido en varias ocasiones durante el reinado de Luis Felipe I (1830-1848).

### Monarquía de julio
En 1830, François Vincent Raspail se une al pueblo de París en la insurrección del 29, 30 y 31 de julio, conocida como "as tres gloriosas", jornadas que derrocaron al rey Carlos X y permitieron la llegada al trono de Luis Felipe I. Gravemente herido en las barricadas, Raspail es condecorado con la Cruz de julio. Una vez recuperado de sus heridas,  preside la Société des amis du peuple (Sociedad de los Amigos del Pueblo). Ésta será disuelta en 1832, y Raspail será condenado a 15 meses de cárcel y 500 francos de multa por "ofensa al rey".[cita requerida]
En aquellos años, Raspail empieza a ejercer como médico. En paralelo, sus investigaciones le ganan el reconocimiento de la comunidad científica. Publica Essai de chimie microscopique (Ensayo de química microscópica) en 1830, seguido por le Nouveau Système de chimie organique (El nuevo sistema de química orgánica), en 1833, este último incluido en el Índice de Libros Prohibidos de la Iglesia católica. Preocupado por las cuestiones sociales, se interesa por las condiciones de vida en las cárceles y las condiciones de trabajo en las fábricas.[cita requerida]
Al salir de la cárcel, preside la "Association républicaine de défense de la liberté de la presse" (Asociación Republicana de Defensa de la Libertad de Prensa), y en 1834 funda el periódico republicano Le Réformateur, que desaparecerá un año más tarde.[cita requerida]
Sus encarcelamientos ralentizaban sus trabajos, pero aprovechaba sus estancias en prisión para atender a sus compañeros enfermos, y estudiar sus dolencias. En 1843, publica su renombrada obra Histoire naturelle de la santé et de la maladie (Historia natural de la salud y de la enfermedad), y en 1845, Manuel annuaire de la santé (Manual anuario de la salud). En estos dos volúmenes de divulgación, expone su teoría sobre parásitos, que anticipa de manera señalada la microbiología. De acuerdo con su vocación militante, Raspail orienta su práctica de la medicina hacia las clases populares, según él, foco de propagación de las enfermedades. Estas prácticas le valdrán la reprobación de los círculos médicos de la época, y una condena de la Facultad de Medicina en 1846.[cita requerida]

### Segunda República Francesa
El 22 de febrero de 1848, Raspail participa en las manifestaciones que precipitan la caída del rey Luis Felipe I. Cuando se constituye el gobierno provisional, después de tres días de insurrección, Raspail es el primero en exigir que se proclame la república. Funda entonces el periódico L’Ami du Peuple (El amigo del pueblo), retomando el nombre del periódico que dirigía Marat durante la Revolución francesa. En abril, las elecciones a la Asamblea Constituyente dan la mayoría a los republicanos conservadores. Raspail no es elegido, pero su sobrino, Eugène Raspail, es elegido diputado socialista por el departamento de Vaucluse.
El 15 de mayo del mismo año, François-Vincent Raspail encabeza, junto con Armand Barbès y Auguste Blanqui, una manifestación pidiendo al gobierno que se solidarice con los republicanos insurrectos en Polonia. La manifestación degenera y ocupa la Asamblea Nacional a la que declaran disuelta. Instauran un gobierno provisional que durará sólo unos días. La Guardia Nacional acaba por desahuciarles y los tres líderes son arrestados y encarcelados en la fortaleza de Vincennes, en las afueras de París.
Estando preso, François Vincent Raspail es elegido diputado en las elecciones parciales de septiembre de 1848. En diciembre de 1848, es escogido como candidato socialista a la presidencia de la República pero queda en cuarto puesto, alcanzando apenas el 0,50% de los votos, frente al casi 75% de Luis Napoleón Bonaparte. En marzo de 1849, la Corte Superior de Justicia de Bourges le juzga por los acontecimientos del 15 de mayo de 1848, y le condena a 6 años de cárcel por intentar derrocar al gobierno de la nación.

### Segundo Imperio
En 1853, poco después de la instauración del Segundo Imperio, su sentencia es conmutada por otra de exilio. Se traslada a Bélgica, donde publica al año siguiente su obra Le fermier vétérinaire (El granjero veterinario). Regresará a Francia sólo en 1863, para instalarse en Lyon. Hombre popular y admirado por su labor filantrópica, es elegido diputado a la Asamblea Nacional por Lyon, en mayo de 1869. Su mandato terminará en 1870 con la caída de Napoleón III, consecuencia de la derrota francesa frente al ejército prusiano en la batalla de Sedan. Unos meses antes, Raspail había votado en contra de la declaración de guerra.

### Últimos años,Tercera República
Vive en París durante la insurrección popular de la Comuna, sobre la cual evitará pronunciarse. Sin embargo, sus críticas acerbas sobre la represión llevada a cabo por Adolphe Thiers, así como su repulsa ante el proceso de los comuneros en 1873, le traerán problemas judiciales. A raíz de la publicación en la revista Almanach Météorologique de un artículo elogiando al periodista comunero Charles Delescluze, fallecido en las barricadas en 1871, François-Vincent Raspail es condenado en 1874 a dos años de cárcel por apología de "hechos calificados como crimen". Tiene entonces 84 años. Por el  mismo motivo, su hijo menor, Xavier Raspail, será condenado a 6 meses de arresto.
Reelegido diputado en marzo de 1876 por el departamento de Bouches-du-Rhône, Raspail se opone al  mariscal Patrice de Mac-Mahon, el entonces Presidente de la República. Esto le valdrá ser reelegido por Marsella al año siguiente.
François-Vincent Raspail fallece el 7 de enero de 1878 en Arcueil, en las afueras de París.

## Aspectos científicos
Raspail fue uno de los fundadores de la teoría celular en Biología; acuñando la frase omnis cellula e cellula ("toda  célula deriva de una [preexistente] célula") que a veces es atribuida a Rudolf Karl Virchow. Fue un precursor del uso del microscopio en el estudio de los vegetales. Como médico higienista, fue pionero en el uso de la asepsia, y propugnó mejores medidas sanitarias y de la dieta. También divulgó los distintos usos del alcanfor.
- La abreviatura «Raspail» se emplea para indicar a François Vincent Raspail como autoridad en la descripción y clasificación científica de los vegetales.[4]

## Honores
El boulevard Raspail, un bulevar de París que atraviesa los distritos 7, 6 y 14, fue nombrado en su honor en 1887.

## La familia Raspail
De su matrimonio con Henriette Adélaïde Trousseau, François Vincent Raspail tuvo cuatro hijos:
- Benjamin Raspail (1823-1899), pintor, grabador, científico y político.
- Camille Raspail (1827-1893), médico y político.
- Émile Raspail (1831-1887), industrial y político.
- Xavier Raspail (1840-1926), ornitólogo, biólogo, escritor y político.

Su sobrino, hijo de su hermano Joseph-Honoré Raspail:
- Eugène Raspail (1812-1888), político, abogado, investigador científico y viticultor.

## Obras de François Vincent Raspail
- Les Missionnaires en opposition avec les bonnes mœurs, 1821
- Essai de chimie microscopique, 1830
- Nouveau système de chimie organique, 1833
- Manuel annuaire de la santé, 1834, revisada anualmente
- Lettres sur les Prisons de Paris, 1839
- Histoire naturelle de la santé, 1843
- Le Réformateur (periódico, publicado de 1834 a 1835)
- Le fermier vétérinaire, 1854